# Le Tigre (альбом)
Le Tigre — дебютный студийный альбом группы Le Tigre, выпущен в 1999 году на лейбле Mr. Lady. Песня «Deceptacon»
появляется в норвежском фильме Реприза и скейтбордерском видео Yeah Right!.
Альбом входит в сборник 1001 Albums You Must Hear Before You Die.

## Ошибка в нумерации в переиздании
На диске нумерация идёт подобным образом:
1. «Hot Topic»
2. «Deceptacon»

Однако в реальности эти два трека перепутаны местами.

## Список композиций
1. «Deceptacon» — 3:04
2. «Hot Topic» — 3:44
3. «What’s Yr Take on Cassavetes» — 2:22
4. «The The Empty» — 2:04
5. «Phanta» — 3:14
6. «Eau d’Bedroom Dancing» — 2:55
7. «Let’s Run» — 2:34
8. «My My Metrocard» — 3:07
9. «Friendship Station» — 2:48
10. «Slideshow at Free University»
11. «Dude, Yr So Crazy!» — 3:26
12. «Les and Ray» — 2:06

Бонус треки на переиздании 2004 года:
1. «Hot Topic (BBC Evening Session)»
2. «Deceptacon (BBC Evening Session)»
3. «The The Empty (BBC Evening Session)»
4. «Sweetie (BBC Evening Session)»

Бонус треки на японском издании:
1. «Hot Topic (41 Small Stars remix)»
2. «They Want Us To Make A Symphony Out Of The Sound Of Women Swallowing Their Own Tongues»
3. «Yr Critique»

## Участники записи
- Kathleen Hanna
- Johanna Fateman
- JD Samson